# Mistrzostwa Europy w Pływaniu 1974
XIII Mistrzostwa Europy w pływaniu były rozgrywane w Wiedniu (Austria) w dniach 18 sierpnia do 25 sierpnia 1974.

## Pływanie

### 100 m stylem dowolnym
| Pozycja | Zawodnik        | Państwo | Czas  |
| ------- | --------------- | ------- | ----- |
|         | Peter Nocke     | RFN     | 52,18 |
|         | Władimir Burie  | ZSRR    | 52,19 |
|         | Klaus Steinbach | RFN     | 52,31 |

| Pozycja | Zawodnik       | Państwo  | Czas  |
| ------- | -------------- | -------- | ----- |
|         | Kornelia Ender | NRD      | 56,96 |
|         | Angela Franke  | NRD      | 57,82 |
|         | Enith Brigitha | Holandia | 58,10 |

### 200 m stylem dowolnym
| Pozycja | Zawodnik           | Państwo | Czas    |
| ------- | ------------------ | ------- | ------- |
|         | Peter Nocke        | RFN     | 1:53,10 |
|         | Klaus Steinbach    | RFN     | 1:53,72 |
|         | Aleksandr Samsonow | ZSRR    | 1:53,74 |

| Pozycja | Zawodnik       | Państwo  | Czas    |
| ------- | -------------- | -------- | ------- |
|         | Kornelia Ender | NRD      | 2:03,22 |
|         | Enith Brigitha | Holandia | 2:03,73 |
|         | Andrea Eife    | NRD      | 2:05,04 |

### 100 m stylem klasycznym
| Pozycja | Zawodnik           | Państwo | Czas    |
| ------- | ------------------ | ------- | ------- |
|         | Aleksandr Samsonow | ZSRR    | 4:02,11 |
|         | Bengt Gingsjö      | Szwecja | 4:03,79 |
|         | Andriej Kryłow     | ZSRR    | 4:04,32 |

| Pozycja | Zawodnik           | Państwo | Czas    |
| ------- | ------------------ | ------- | ------- |
|         | Angela Franke      | NRD     | 4:17,83 |
|         | Cornelia Dörr      | NRD     | 4:19,72 |
|         | Novella Calligaris | Włochy  | 4:22,92 |

### 800 m stylem klasycznym
| Pozycja | Zawodnik           | Państwo | Czas    |
| ------- | ------------------ | ------- | ------- |
|         | Cornelia Dörr      | NRD     | 8:52,45 |
|         | Novella Calligaris | Włochy  | 8:57,93 |
|         | Gudrun Wegner      | NRD     | 8:59,79 |

### 1500 m stylem klasycznym
| Pozycja | Zawodnik       | Państwo         | Czas     |
| ------- | -------------- | --------------- | -------- |
|         | Frank Pfütze   | NRD             | 15:54,57 |
|         | James Carter   | Wielka Brytania | 15:54,78 |
|         | Igor Jewgrafow | ZSRR            | 16:04,42 |

### 100 m stylem motylkowym
| Pozycja | Zawodnik         | Państwo | Czas  |
| ------- | ---------------- | ------- | ----- |
|         | Roland Matthes   | NRD     | 58,21 |
|         | Lutz Wanja       | NRD     | 58,66 |
|         | Zoltán Verrasztó | Węgry   | 58,78 |

| Pozycja | Zawodnik       | Państwo  | Czas    |
| ------- | -------------- | -------- | ------- |
|         | Ulrike Richter | NRD      | 1:03,30 |
|         | Ulrike Tauber  | NRD      | 1:05,07 |
|         | Enith Brigitha | Holandia | 1:05,94 |

### 200 m stylem motylkowym
| Pozycja | Zawodnik         | Państwo | Czas    |
| ------- | ---------------- | ------- | ------- |
|         | Roland Matthes   | NRD     | 2:04,64 |
|         | Zoltán Verrasztó | Węgry   | 2:04,96 |
|         | Róbert Rudolf    | Węgry   | 2:07,52 |

| Pozycja | Zawodnik       | Państwo  | Czas    |
| ------- | -------------- | -------- | ------- |
|         | Ulrike Richter | NRD      | 2:17,35 |
|         | Ulrike Tauber  | NRD      | 2:18,72 |
|         | Enith Brigitha | Holandia | 2:21,33 |

### 100 m stylem klasycznym
| Pozycja | Zawodnik       | Państwo         | Czas    |
| ------- | -------------- | --------------- | ------- |
|         | Nikołaj Pankin | ZSRR            | 1:05,63 |
|         | Walter Kusch   | RFN             | 1:06,04 |
|         | David Leigh    | Wielka Brytania | 1:06,17 |

| Pozycja | Zawodnik        | Państwo | Czas    |
| ------- | --------------- | ------- | ------- |
|         | Christel Justen | RFN     | 1:12,55 |
|         | Renate Vogel    | NRD     | 1:13,69 |
|         | Ágnes Kaczander | Węgry   | 1:14,95 |

### 200 m stylem klasycznym
| Pozycja | Zawodnik       | Państwo         | Czas    |
| ------- | -------------- | --------------- | ------- |
|         | David Wilkie   | Wielka Brytania | 2:20,42 |
|         | Nikołaj Pankin | ZSRR            | 2:22,84 |
|         | David Leigh    | Wielka Brytania | 2:23,79 |

| Pozycja | Zawodnik           | Państwo | Czas    |
| ------- | ------------------ | ------- | ------- |
|         | Karla Linke        | NRD     | 2:34,99 |
|         | Anne-Katrin Schott | NRD     | 2:38,88 |
|         | Marina Jurczenia   | ZSRR    | 2:42,04 |

### 100 m stylem motylkowym
| Pozycja | Zawodnik       | Państwo | Czas  |
| ------- | -------------- | ------- | ----- |
|         | Roger Pyttel   | NRD     | 55,90 |
|         | Roland Matthes | NRD     | 56,68 |
|         | Folkert Meeuw  | RFN     | 57,60 |

| Pozycja | Zawodnik           | Państwo | Czas    |
| ------- | ------------------ | ------- | ------- |
|         | Rosemarie Kother   | NRD     | 1:01,99 |
|         | Anne-Katrin Leucht | NRD     | 1:03,63 |
|         | Gunilla Andersson  | Szwecja | 1:04,67 |

### 200 m stylem motylkowym
| Pozycja | Zawodnik         | Państwo         | Czas    |
| ------- | ---------------- | --------------- | ------- |
|         | András Hargitay  | Węgry           | 2:03,80 |
|         | Brian Brinkley   | Wielka Brytania | 2:04,13 |
|         | Hartmut Flöckner | NRD             | 2:04,55 |

| Pozycja | Zawodnik             | Państwo | Czas    |
| ------- | -------------------- | ------- | ------- |
|         | Rosemarie Kother     | NRD     | 2:14,45 |
|         | Anne-Katrin Leucht   | NRD     | 2:18,45 |
|         | Barbara Schwarzfeldt | RFN     | 2:19,71 |

### 200 m stylem zmiennym
| Pozycja | Zawodnik            | Państwo         | Czas    |
| ------- | ------------------- | --------------- | ------- |
|         | David Wilkie        | Wielka Brytania | 2:06,32 |
|         | Christian Lietzmann | NRD             | 2:07,61 |
|         | András Hargitay     | Węgry           | 2:09,08 |

| Pozycja | Zawodnik      | Państwo | Czas    |
| ------- | ------------- | ------- | ------- |
|         | Ulrike Tauber | NRD     | 2:18,97 |
|         | Andrea Hübner | NRD     | 2:23,97 |
|         | Ira Fetisowa  | ZSRR    | 2:25,40 |

### 400 m stylem zmiennym
| Pozycja | Zawodnik            | Państwo | Czas    |
| ------- | ------------------- | ------- | ------- |
|         | András Hargitay     | Węgry   | 4:28,89 |
|         | Christian Lietzmann | NRD     | 4:30,32 |
|         | Andriej Smirnow     | ZSRR    | 4:32,48 |

| Pozycja | Zawodnik         | Państwo         | Czas    |
| ------- | ---------------- | --------------- | ------- |
|         | Ulrike Tauber    | NRD             | 4:52,42 |
|         | Gudrun Wegner    | NRD             | 4:58,78 |
|         | Susan Richardson | Wielka Brytania | 5:06,71 |

### 4×100m stylem dowolnym
| Pozycja | Zawodnik                                                           | Państwo | Czas    |
| ------- | ------------------------------------------------------------------ | ------- | ------- |
|         | Klaus Steinbach Gerhard Schiller Kersten Meier Peter Nocke         | RFN     | 3:30,61 |
|         | Władimir Burie Aleksandr Samsonow Anatolij Ribakow Georgij Kulikow | ZSRR    | 3:32,01 |
|         | Roger Pyttel Roland Matthes Wilfred Hartung Lutz Wanja             | NRD     | 3:32,54 |

| Pozycja | Zawodnik                                                          | Państwo  | Czas    |
| ------- | ----------------------------------------------------------------- | -------- | ------- |
|         | Kornelia Ender Angela Franke Andrea Hübner Andrea Eife            | NRD      | 3:52,48 |
|         | Anke Rijnders Veronica Stel Ada Pors Enith Brigitha               | Holandia | 3:57,08 |
|         | Claude Mandonnaud Sylvie Le Noach Chantal Schertz Guylaine Berger | Francja  | 3:57,61 |

### 4×200m stylem dowolnym
| Pozycja | Zawodnik                                                          | Państwo | Czas    |
| ------- | ----------------------------------------------------------------- | ------- | ------- |
|         | Klaus Steinbach Werner Lampe Folkert Meeuw Peter Nocke            | RFN     | 7:39,70 |
|         | Aleksandr Samsonow Andriej Kriłow Wiktor Aboimow Georgij Kulikow  | ZSRR    | 7:42,06 |
|         | Bernt Zarnowiecki Anders Bellbring Peter Pettersson Bengt Gingsjö | Szwecja | 7:43,10 |

### 4×100m stylem zmiennym
| Pozycja | Zawodnik                                                    | Państwo         | Czas    |
| ------- | ----------------------------------------------------------- | --------------- | ------- |
|         | Klaus Steinbach Walter Kusch Folkert Meeuw Peter Nocke      | RFN             | 3:51,57 |
|         | Colin Cunningham David Wilkie Brian Brinkley Stephen Nash   | Wielka Brytania | 3:54,13 |
|         | Igor Potiakin Nikołaj Pankin Wiktor Szarigin Władimir Burie | ZSRR            | 3:54,37 |

| Pozycja | Zawodnik                                                            | Państwo | Czas    |
| ------- | ------------------------------------------------------------------- | ------- | ------- |
|         | Ulrike Richter Renate vogel Rosemarie Kother Kornelia Ender         | NRD     | 4:13,78 |
|         | Angelika Grieser Christel Justen Beate Jasch Jutta Weber            | RFN     | 4:23,50 |
|         | Gunilla Lundberg Jeannette Pettersson Gunilla Anderson Diana Olsson | Szwecja | 4:23,90 |

## Skoki do wody

### Trampolina 3 m
| Pozycja | Zawodnik            | Państwo | Punkty |
| ------- | ------------------- | ------- | ------ |
|         | Klaus Dibiasi       | Włochy  | 603,51 |
|         | Giorgio Cagnotto    | Włochy  | 593,94 |
|         | Wiaczesław Strachow | ZSRR    | 583,71 |

| Pozycja | Zawodnik        | Państwo | Punkty |
| ------- | --------------- | ------- | ------ |
|         | Ulrika Knape    | Szwecja | 465,57 |
|         | Irina Kalinina  | ZSRR    | 460,17 |
|         | Tamara Safonowa | ZSRR    | 455,34 |

### Wieża 10 m
| Pozycja | Zawodnik             | Państwo | Punkty |
| ------- | -------------------- | ------- | ------ |
|         | Klaus Dibiasi        | Włochy  | 562,83 |
|         | Falk Hoffmann        | NRD     | 557,28 |
|         | Aleksandr Gendrikson | ZSRR    | 522,51 |

| Pozycja | Zawodnik              | Państwo | Punkty |
| ------- | --------------------- | ------- | ------ |
|         | Ulrika Knape          | Szwecja | 408,87 |
|         | Irina Kalinina        | ZSRR    | 399,54 |
|         | Jelena Wajcechowskaja | ZSRR    | 366,12 |

## Pływanie synchroniczne

### Solo
| Pozycja | Zawodnik           | Państwo         | Punkty |
| ------- | ------------------ | --------------- | ------ |
|         | Jane Holland       | Wielka Brytania | 93,820 |
|         | Angelika Honsbeek  | Holandia        | 82,040 |
|         | Brigitte Serwonski | RFN             | 79,320 |

### Duety
| Pozycja | Zawodnik                          | Państwo         | Punkty |
| ------- | --------------------------------- | --------------- | ------ |
|         | Jane Holland i Jennifer Lane      | Wielka Brytania | 89,050 |
|         | Beate Mäckle i Brigitte Serwonski | RFN             | 82,415 |
|         | Helma Giuvers i Angelika Honsbeek | Holandia        | 78,010 |

### Drużynowo
| Pozycja | Zawodnik | Państwo         | Punkty |
| ------- | -------- | --------------- | ------ |
|         |          | Wielka Brytania | 88,490 |
|         |          | RFN             | 85,293 |
|         |          | Holandia        | 78,859 |

## Klasyfikacja medalowa
| Klasyfikacja medalowa |                 |    |    |    |     |
| Lp.                   | Państwo         | Z  | S  | B  | R-m |
| 1                     | NRD             | 17 | 15 | 4  | 36  |
| 2                     | RFN             | 6  | 5  | 4  | 15  |
| 3                     | Wielka Brytania | 5  | 3  | 3  | 11  |
| 4                     | ZSRR            | 2  | 6  | 11 | 19  |
| 5                     | Włochy          | 2  | 2  | 1  | 5   |
| 6                     | Węgry           | 2  | 1  | 4  | 7   |
| 7                     | Szwecja         | 2  | 1  | 3  | 6   |
| 8                     | Holandia        | 0  | 3  | 5  | 8   |
| 9                     | Francja         | 0  | 0  | 1  | 1   |